# Chaos Ridden Years - Stockholm Knockout
Stockholm Knockout Live - Chaos Ridden Years es un álbum grabado en vivo el 5 de febrero en Arenan, Estocolmo, Suecia. Fue lanzado en formato de CD y DVD.

## Lista de canciones

### CD
1. "Living Dead Beat"
2. "Sixpounder"
3. "Silent Night, Bodom Night"
4. "Hate Me!"
5. "We're Not Gonna Fall"
6. "Angels Don't Kill"
7. "Deadbeats I" (Solo de batería)
8. "Bodom After Midnight / Bodom Beach Terror"
9. "Follow the Reaper"
10. "Needled 24/7"
11. "Clash of the Booze Brothers" (Batalla de solos)
12. "In Your Face"
13. "Hate Crew Deathroll"
14. "Are You Dead Yet?"
15. "Roope Latvala Guitar Solo"
16. "Lake Bodom"
17. "Everytime I Die"
18. "Downfall"

### DVD
1. "Living Dead Beat"
2. "Sixpounder"
3. "Silent Night, Bodom Night"
4. "Hate Me!"
5. "We're Not Gonna Fall"
6. "Angels Don't Kill"
7. "Deadbeats I" (Solo de batería)
8. "Bodom After Midnight / Bodom Beach Terror"
9. "Follow the Reaper"
10. "Needled 24/7"
11. "Clash of the Booze Brothers" (Batalla de solos)
12. "In Your Face"
13. "Hate Crew Deathroll"
14. "Are You Dead Yet?"
15. "Roope Latvala Guitar Solo"
16. "Lake Bodom"
17. "Everytime I Die"
18. "Downfall"

### Material exclusivo
- Chaos Ridden Years:: The Children of Bodom Documentary
- Como se hizo Stockholm Knockout Live
- Escenas borradas
- Galería de fotos

## Detalles
- Hay dos versiones de los DVD con un contenido diferente. La Versión Europea de Universal incluye unos 50 segundos adicionales de filmación en vivo, del concierto de Estocolmo donde Janne toca el tema "My Heart Will Go On" de Celine Dion (tema principal de la película Titanic) justo antes de "Downfall".
- En el inicio de "Downfall", Alexi y Roope tocan variados riffs de otras bandas de Metal antes del riff inicial real de la canción: Los riffs que tocan son de "Wild Side", "Too Young To Fall in Love" (Mötley Crüe ambos), "Breaking The Law" (Judas Priest) y "Holy Diver" (Dio).
- En el final de "Clash Of The Booze Brothers" Janne toca la melodía principal de la canción de Britney Spears "Oops... I Did It Again".
- El único video promocional que quedó fuera del DVD fue "Needled 24/7". La banda no quiso que el video se publicara en el DVD porque es completamente diferente de lo que ellos querían que fuera cuando fue filmado.

## Créditos
- Alexi Laiho - Voces/Guitarra líder
- Roope Latvala - Guitarra rítmica
- Janne Wirman - Teclados
- Henkka Seppälä - Bajo
- Jaska Raatikainen - Batería

- Datos: Q8344745